# Peter Bossaerts
Peter L. Bossaerts (* 10. Januar 1960 in Belgien) ist ein belgisch-amerikanischer Wirtschaftswissenschaftler. Er gilt als einer der Pioniere und führenden Forscher auf dem Gebiet der Neuroökonomie.

## Leben
Peter Bossaerts wuchs in Belgien auf und studierte von 1977 bis 1982 an der Universitaire Faculteiten Sint-Ignatius Antwerpen (heute Universität Antwerpen), wo er in Angewandte Wirtschaftswissenschaften doktorierte. Nach einem weiterführenden Master-Programm in Statistik an der Vrije Universiteit Brussel erwarb er 1986 den Ph.D. an der University of California in Finanzmanagement.
Seine akademische Laufbahn begann er als Forschungsbeauftragter an der Carnegie Mellon University, wo er von 1986 bis 1990 als Assistenzprofessor für Finanzwesen arbeitete. Danach wechselte er als Assistenzprofessor zum California Institute of Technology und wurde dort 1994 außerordentlicher und 1998 ordentlicher Professor, ehe er zum Dekan ernannt wurde. Ab Juli 2006 absolvierte Peter Bossaerts als Gastprofessor für das HEC Lausanne ein einjähriges Sabbatical am Swiss Finance Institute. Seit Juli 2007 ist er für die Eidgenössische Technische Hochschule Lausanne ordentlicher Professor am Swiss Finance Institute.
Peter Bossaerts gilt als einer der größten Experten für empirische Finanzwissenschaft. Er veröffentlichte zahlreiche wissenschaftliche Artikel in namhaften Fachzeitschriften wie Econometrica, Journal of Finance, Journal of Financial Economics oder Review of Financial Studies. Seine Forschungsergebnisse und wissenschaftlichen Beiträge fasste er im 2002 erstmals erschienenen Buch «The Paradox of Asset Pricing» zusammen.
Peter Bossaerts ist verheiratet und Vater von zwei Kindern, er lebt derzeit in der Schweiz. 